# Trochaloschema valentini
Trochaloschema valentini är en skalbaggsart som beskrevs av Vladimir Sergeevich Novikov 1999. Trochaloschema valentini ingår i släktet Trochaloschema och familjen Melolonthidae. Inga underarter finns listade i Catalogue of Life.